# 鏡平山荘
鏡平山荘（かがみだいらさんそう）は、岐阜県高山市の小池新道の鏡平にある山小屋。中部山岳国立公園内の飛騨山脈にある鏡平には、池塘が点在し、その鏡池には、木製のテラスがあり、東正面に見える槍ヶ岳の絶好の展望台となっている。穂高岳の眺望も素晴らしい。また、付近の鏡池には、風が穏やかな日には槍・穂高連峰が水面に映る。

## 概要
2014年（平成26年）より、著名な山岳写真家でもある二代目経営者・小池潜（ひそむ）から継いだ三代目・小池岳彦（たけひこ）が経営。この小屋の他に、双六小屋、わさび平小屋、黒部五郎小舎を経営。小屋の名物はかき氷。周辺の登山道には木道が設置されている。鏡池の周辺には、オオシラビソやコメツガが植生しており、多くの高山植物やオコジョを見かける。ナナカマドやダケカンバが、9月下旬から10月上旬にかけて紅葉の見頃を迎える。ここからさらに登ると、双六小屋から笠ヶ岳へ向かう稜線上の花の百名山である弓折岳付近に出る。

### 営業期間
- 7月10日 - 10月15日（平成29年度）

### 収容人数
- 宿泊 100人
- キャンプ指定地なし（北アルプスの大部分が中部山岳国立公園内であるため、キャンプ指定地以外の設営は禁止されている）

### 主な施設
- 客室・フロント・売店・談話室・食堂・バイオ式トイレ・洗面所・乾燥室・自炊場
- 携帯電話での通信が可能（機種によっては通信不能）。
- 水は有料で提供（小屋宿泊者は無料）。
- 一般利用者向けの入浴施設はない。

## 沿革
- 1927年（昭和2年）8月に、秩父宮が、槍ヶ岳から笠ヶ岳への縦走の際に鏡平に立ち寄った。
- 1955年（昭和30年）に、小池義清らにより、新穂高温泉から、わさび平、鏡平、大ノマ乗越を経由して、双六小屋に達する小池新道を開設[2]。
- 小屋建設以前に、山岳画家の中村清太郎が鏡平で約1ヶ月テント生活を行い、絵を描いていた。
- 1964年（昭和39年）に、小池義清が建設に着手。
- 1965年（昭和40年）に、営業を開始。
- 以後二度積雪による被害を受けている。
- 1999年（平成12年）5～6月に、山荘を改築[3]。宮大工でもある支配人・大澤修が設計と施工に参画。
- 2007年（平成19年）10月に、バイオ式トイレ導入。
- 2010年（平成22年）9月27日に、NHKおはよう東海のニュースで、鏡池からの風景が生中継された[4]
- 2010年（平成22年）9月28日に、NHKおはよう日本のニュースで、生中継された[5]。
- 2015年（平成27年）11月3日に、NHK BSプレミアム「にっぽん百名山スペシャル」で釈由美子と萩原浩司（山と渓谷社編集長）が小池新道を登り鏡平～双六小屋～鷲羽岳をレポート。[6]。
- 2016年（平成28年）6～10月に、高山市が鏡池のデッキ（テラス）改修工事を実施[7]。

## 近隣の山小屋
- 双六小屋
- わさび平小屋
- 笠ヶ岳山荘
- 槍ヶ岳山荘

## 周辺の山
- 双六岳 - 樅沢岳 - 槍ヶ岳
- 弓折岳 - 抜戸岳 - 笠ヶ岳
- 奥丸山